# 伊朗人质危机
伊朗人质危机（英語：Iran hostage crisis）為1979年伊朗爆發革命後，美國駐伊朗大使館被占领，66名美国外交官和平民被扣留为人质的危机。事件始于1979年11月4日，一直持续到1981年的1月20日，长达444天。此事件被公認為時任美国总统吉米·卡特競选连任失败之主因。
1980年伊朗駐英國大使館人質事件與本次事件同時發生。

## 背景
数十年来，美国一直是伊朗国王穆罕默德·礼萨·巴列维的主要支持者。隨著民主進程發展，1951年改革派穆罕默德·莫沙德哈当选伊朗首相。但在1953年的阿贾克斯行动中，美国中央情报局帮助巴列维国王和保守派发动政变推翻了莫沙德哈。前后八位美国总统为巴列维国王提供了大量的军事和经济援助，用以换取伊朗的石油供应，以及在中东的战略存在。那些反对巴列维国王的人（因为他1960年代早期曾许诺自由及改革，後却食言）对于美国的做法非常反感乃至愤怒。而巴列维国王及其亲信中饱私囊，奢侈地按照西方的方式生活，讓国内的宗教保守人士十分憤怒。社會及宗教人士的不滿情緒匯合在一起，最終爆發了伊朗革命將巴列維推翻。1979年1月他流亡国外。
美国曾想减少伊斯兰革命对自身的影响，并也曾尝试与伊朗的新政权建立关系。但是1979年10月，巴列维前往美国治疗淋巴瘤，此事激怒了伊朗的革命者。

## 經過
1979年11月1日，新的伊朗領導人，阿亞圖拉賽義德·魯霍拉·霍梅尼號召伊朗人民向美國和以色列示威。霍梅尼將美國政府稱作「曬衣陀乃（撒旦）」和“伊斯蘭的敵人”。
這一反美言論極富號召力，很快便有千餘人聚集在美國大使館周圍進行抗議活動。在此前的伊斯蘭革命期間，大使館曾被佔領，且圍牆外的示威活動也已經是家常便飯。在不斷聚集的示威人群面前，伊朗警方顯得愈來愈無助。11月4日，大約500名自稱“伊瑪目的門徒”的伊朗學生（這一數位在不同的報導中都有不同，具體數位在300至2,000之間），在又一次的騷動中佔領了使館的主體建築。為避免引起更大的紛爭，美國海軍陸戰隊衛兵只進行了象徵性抵抗，而使館館員不得不破壞通訊設備並將敏感的檔案文件予以銷毀。在90名使館人員中，有66名被扣，其中有3人是在伊朗外交部所俘。
對於將美國人扣為人質的行動，革命者宣稱這是完全正當的，是對美國多年來對於前國王的集權主義統治進行支持並允許巴列維國王前往美國治病的報復。他們還要求美國將巴列維送回伊朗接受審判。外交政策現實主義者認為，人質事件並不僅僅是對某些特定事件（例如巴列維國王赴美就醫）的反應，更是新的伊朗政權對美國的一種示威：伊朗有能力對抗美國。

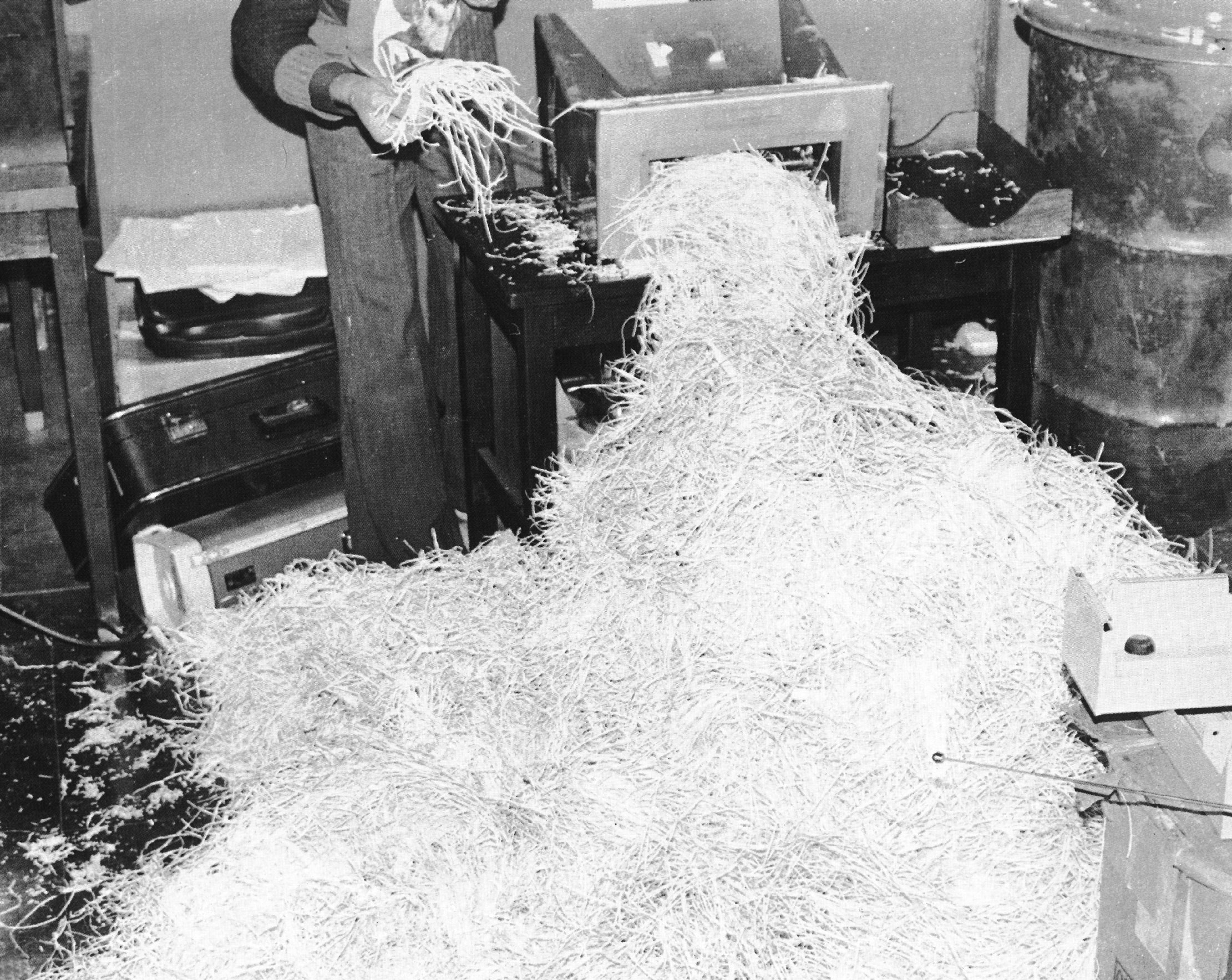
美國大使館銷毀的檔案

革命者還對外界展示了從使館獲得的密文，其中有些此前已透過美方的碎紙機破壞，後來又由革命軍拼接起來。雖然人質的處境還算不錯，但他們時常會被蒙上眼睛帶到當地人和電視鏡頭前。這一人質危機導致了每日的新聞追蹤報導的出現。由泰德·科貝爾主持的美國廣播公司的深夜新聞節目《美國被俘人質》最終變成了風格嚴肅的《夜線》節目。
當時的美國總統吉米·卡特立即對伊朗施加了經濟和外交壓力：1979年11月12日起終止從伊朗進口石油；一些伊朗人被美國驅逐出境；大約價值80億美元的伊朗人的在美資產自1979年11月14日起凍結。1980年4月7日，美國宣佈與伊朗斷交。

### 部分人質的逃跑和獲釋

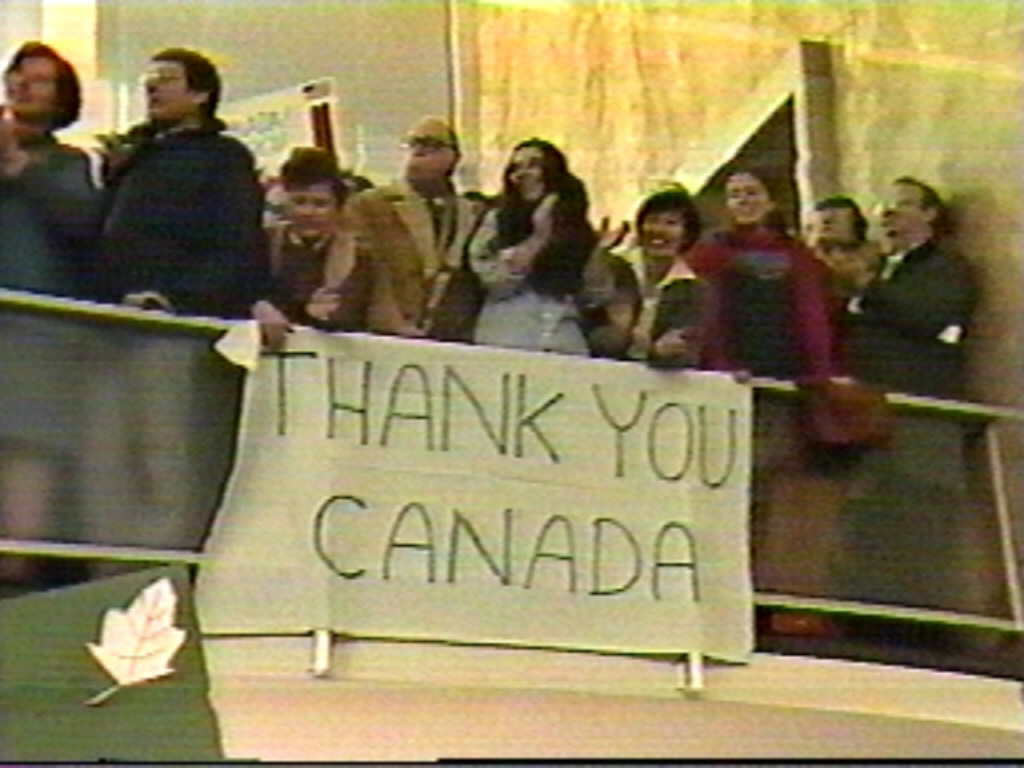
歡迎六名受加拿大政府庇護的美國人回國的家屬

在使館被佔領時，有六名美國大使館館員成功逃脫並在一幢公寓中躲藏了起來，直到他們在加拿大大使肯·泰勒（Kenneth Douglas "Ken" Taylor）的幫助下，在加拿大和瑞典大使館獲得庇護。這六名美國人是馬克·里傑克（Mark J. Lijek）、柯拉·阿姆本·里傑克（Cora A. Lijek）、約瑟夫·斯塔夫德（Joseph D. Stafford）、凱瑟琳·斯塔夫德（Kathleen F. Stafford）、羅伯特·安德斯（Robert Anders）和亨利·李·沙茨（Henry L. Schatz）。他們獲得了假的加拿大護照，因此得以在1980年1月20日加拿大使館閉館時，安全地離開，而沒有暴露其美國公民的身份。2012電影《亞果出任務》改編自此事件，但前總統吉米·卡特接受訪問時，澄清這個事件是由加拿大政府主導，經加拿大大使居中斡旋而成，電影中認為美國中央情報局主導此事件並不合乎事實。中央情報局的全面參與直到 1997 年才被披露，當時記錄被解密。
十三名女性和非裔美國人人質於1979年11月19日和20日獲釋。另一名人質因疾病也於1980年7月11日獲釋。

### 談判與失敗的營救行動

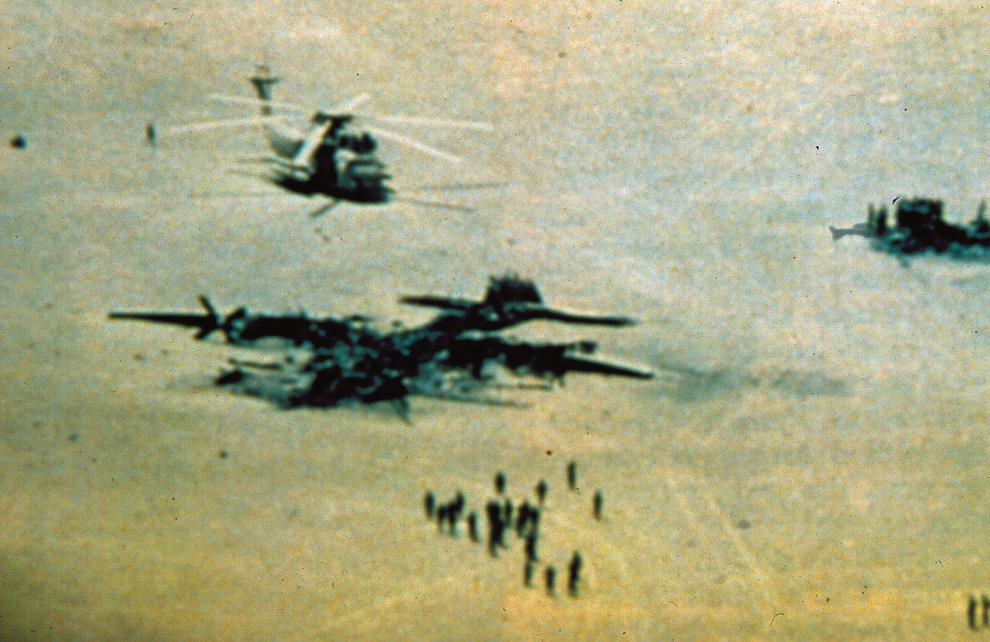
鷹爪行動中相撞墜毀的EC-130E運輸機(前)與RH-53D直升機(右)

卡特發誓他將保護人質的性命，但是他能做的卻很少。起初，伊朗政府否認佔領大使館的行動是政府的官方行為，但是隨著時間的推移，這樣的聲明逐漸消失。1980年2月，伊朗向美國提出了一系列要求作為釋放人質的條件，其中包括：遣返被廢黜的國王，向伊朗做出一些外交姿態包括為此前美國在伊朗的一系列行為（特別是美國在1953年支持反對莫沙德哈的政變）道歉，並保證今後不再干涉伊朗。
卡特知道他不可能滿足伊朗人的要求，便決定通過諸如瑞士的第三國政府的途徑，公開尋求與伊朗談判。同時，他批准了一項代號為鷹爪行動的跨軍種聯合秘密營救行動。在事前的準備工作上就出現許多問題，許多需要的裝備在當時並不存在，同時也欠缺統一的指揮管制體系，無論是在人力與資源的調度上都必須通過軍方層層的官僚系統。整個計畫由於無法找到在距離以內適合的基地，當時的運輸機尚不具備空中加油能力，導致整個營救行動成為一次難度非常高的特種部隊作戰。營救行動因遭遇沙漠風暴，一架直升機與一架C-130大力神運輸機相撞墜毀，8名美國軍人陣亡而告失敗。該行動的殘骸被伊朗人發現並展示出來，而遇難者遺體則被遊行示威者帶到德黑蘭遊街的畫面，通過電視傳遍全世界。反對此次行動的卡特政府國務卿賽勒斯·萬斯為此辭職。這一次的營救行動是高度機密的美國陸軍三角洲特種部隊首次參與實際行動。行動之後使得美國軍方決定成立特種作戰司令部，統一指揮與規劃所有與特種作戰相關的訓練、裝備與任務。
第二次的營救行動在當年11月的大選後取消。
在人質危機持續的過程中，前美国总统林登·詹森政府的司法部長拉姆齊·克拉克（日後成為反戰人士）飛往德黑蘭參加了一次對“美國罪行”的審判。

### 最後的幾個月

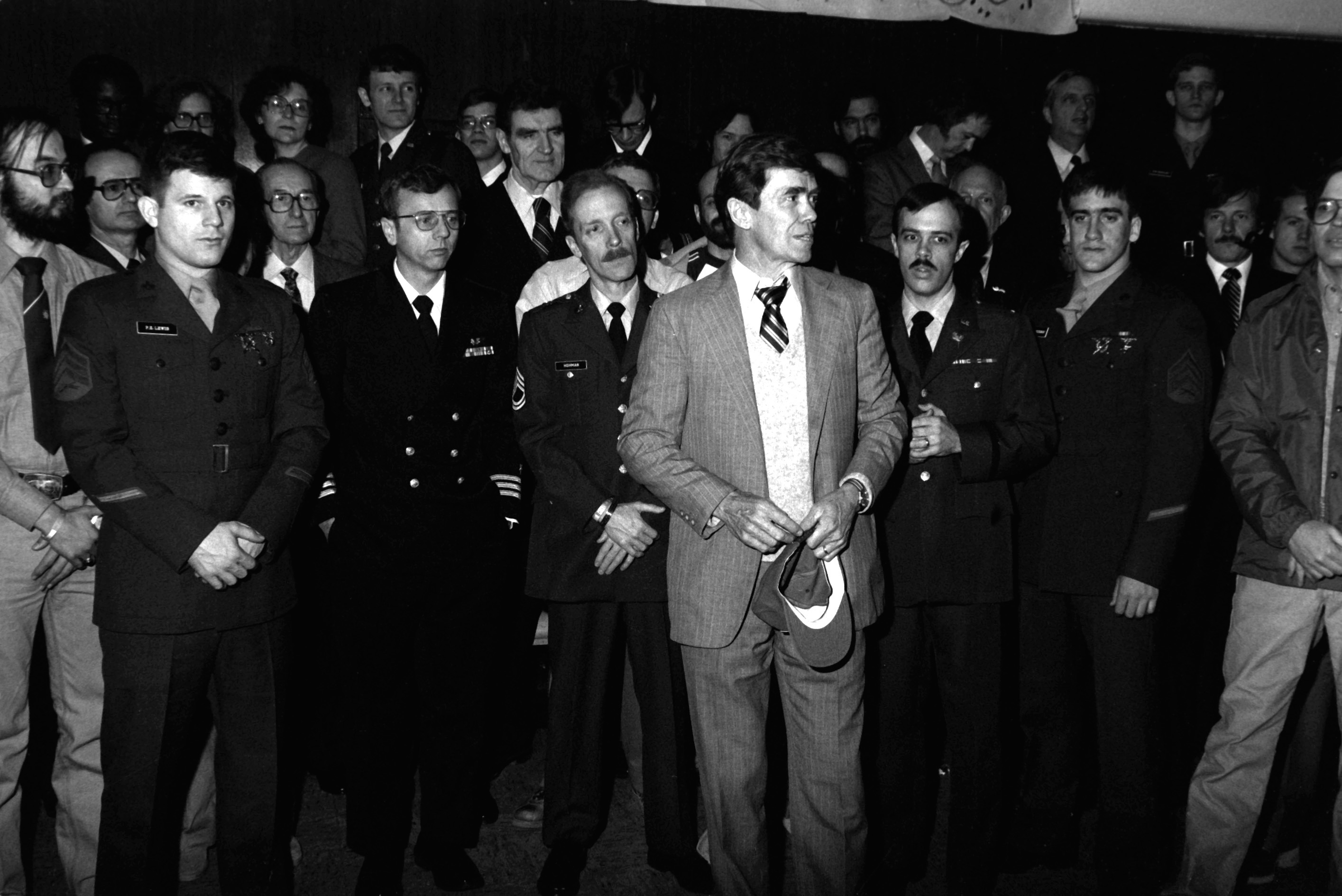
獲釋的人質（攝於西德威斯巴登空軍基地）

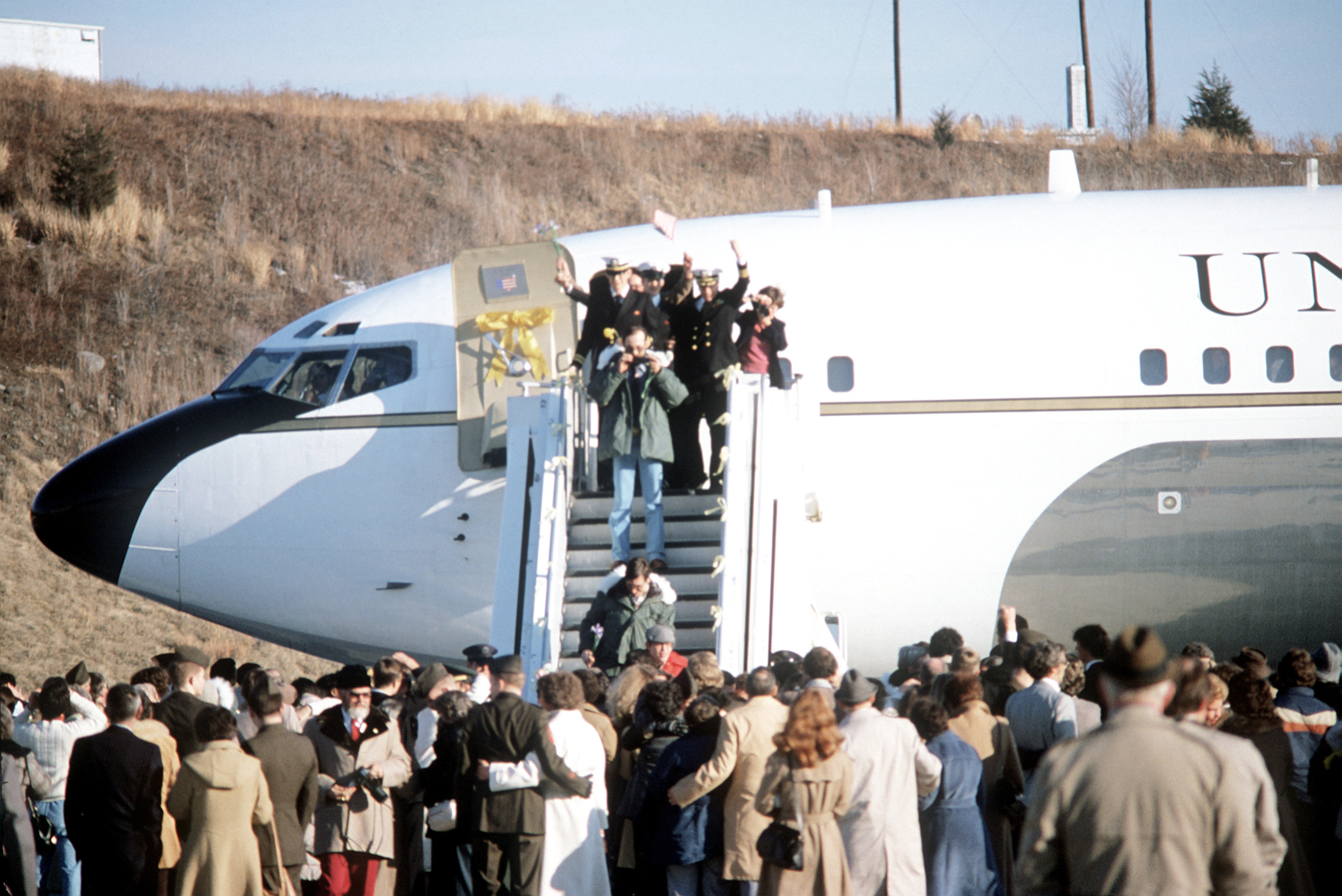
踏上美國領土的人質（攝於紐約州斯圖爾特空軍基地機場）

雖然談判似乎陷入膠著，但1980年7月27日巴列維國王在埃及逝世，9月不久兩伊戰爭又爆發。此後，伊朗變得越來越希望能夠解決人質危機。
而在美國方面，卡特在11月的總統競選中敗給羅納德·雷根，大部分分析家認為其在人質危機中表現出的無能是其失敗的主要原因。但是也有傳言說正是伊朗政府與雷根的參謀團之間的非法交易，導致了人質釋放時間的推遲。因為後者非常不想見到“十月驚喜”，也就是在大選開始前出現會導致選票大量流向卡特的事件出現，例如人質獲釋。
大選後不久，即將離任的卡特政府在阿爾及利亞外交官阿布杜爾卡利姆·弗萊伯（Abdulkarim Ghuraib）等中間人的幫助下開始與伊朗進行談判。作為釋放人質的交換條件，美國同意解凍此前所凍結的80億美元資產，並保證不就此事起訴伊朗。1981年1月20日，就在雷根的總統就職典禮後幾分鐘，所有的人質獲釋並交返美方。至此他們已被扣444天。
人質們立即飛往位於西德法蘭克福的萊茵-美茵空軍基地。前總統卡特以現總統雷根特使的身分在那裡接待了他們。在進行了身體健康檢查和事件彙報後，他們飛回華盛頓並受到英雄般的歡迎。

## 事后
2000年，人质及其家属尝试起诉伊朗，但因反恐法案而失败。起先，他们因伊朗未能为自己辩护而胜诉，但后来美国国务院害怕此事会影响国际关系而尝试将此案作一了结。最终，联邦法院法官裁定因为人质释放时达成的协议，人质不能再从伊朗政府那里获得其他补偿。
2005年6月，伊朗总统大选，由前德黑兰市市长马哈茂德·艾哈迈迪内贾德当选总统，人质指认他参与当年的人质劫持行动。对此，伊朗政府予以坚决否认。
2015年，52名扣押達444天的人质，每人能获得440万美元的赔偿，相當於1天賠償近10,000美元。如今其中的37人还活着，已去世的人质及其親屬可获得最高60万美元的赔偿。